# Кармала (Оренбургская область)
Кармала — упразднённый хутор в Октябрьском районе Оренбургской области. На момент упразднения входил в состав сельского поселения Нижнегумбетовский сельсовет. Исключен из учётных данных в 2003 году.

## География
Располагался на безымянном ручье притоке реки Большая Куюргаза на границе с Башкортостаном, на расстоянии, примерно, 5 километра к северо-востоку от села Воскресеновка.

## История
По данным на 1931 год посёлок Кармалинский состоял из 48 хозяйств. В административном отношении входил в состав Верхне-Гумбетского сельсовета Каширинского района Средневолжского края.
По данным на 1939 год в составе Верхне-Гумбетского сельсовета Октябрьского района. На хуторе действовал колхоза имени Литвинова. С 1961 года в составе Нижнегумбетовского сельсовета.
Постановление Законодательного Собрания Оренбургской области от 17 сентября 2003 г. хутор исключен из учётных данных.

## Население
По данным на 1930 год в посёлке проживало 262 человека, основное население — русские.
По переписи 2002 года на хуторе отсутствовало постоянное население.